# Lee Young-ik
Lee Young-ik ((이영익?); 30 agosto 1966) è un ex calciatore sudcoreano, di ruolo difensore.